# 1,4-fenyleendi-isocyanaat
1,4-fenyleendi-isocyanaat of p-fenyleendi-isocyanaat is een aromatisch di-isocyanaat met als brutoformule C8H4N2O2. Het wordt ook aangeduid met de afkorting PPDI van het Engelse p-phenylenediisocyanate. De zuivere stof komt voor als een witte vaste stof met een vrij hoog smeltpunt, dat reageert bij contact met water.

## Synthese
1,4-fenyleendi-isocyanaat kan bereid worden door de reactie van fosgeen met p-fenyleendiamine.

## Toepassingen
1,4-fenyleendi-isocyanaat wordt hoofdzakelijk gebruikt als co-monomeer, samen met een polyol, van thermoplastische of thermohardende polyurethanen. Polyesterurethaan, het resultaat van de reactie van PPDI met een polyesterglycol, dit is een polyester dat twee hydroxylgroepen aan de uiteinden bezit, is onder meer geschikt voor de bekleding van golfballen.
In vergelijking met de meest gebruikte di-isocyanaten, 2,4-tolueendi-isocyanaat en methyleendifenyldi-isocyanaat, is PPDI moeilijker te verwerken omwille van het hoge smeltpunt. Daartegenover staat dat polyurethanen op basis van PPDI tegen hogere temperaturen bestand zijn dan polyurethanen op basis van MDI.
De continue bereiding van polyurethanen gebeurt in de gesmolten toestand en met PPDI is daarvoor een hoge temperatuur nodig, waarbij de stof begint te ontleden. Er wordt daarom in twee stappen gewerkt; eerst wordt een prepolymeer gemaakt door een overmaat aan PPDI toe te voegen aan gesmolten polyesterglycol, zodat het product vrije isocyanaatgroepen heeft aan de uiteinden. Het product uit deze eerste stap wordt dan verder gereageerd met bijkomend polyesterglycol om de vrije isocyanaatgroepen weg te reageren.
Prepolymeren van PPDI met polyester- of polyether-polyolen zijn commercieel verkrijgbaar, bijvoorbeeld in het Adiprene-gamma van Chemtura.